# Ibrahima Sissoko
Ibrahima Sissoko (ur. 27 października 1997 w Meaux) – malijski piłkarz francuskiego grający na pozycji defensywnego pomocnika w klubie VfL Bochum.

## Kariera juniorska
Sissoko grał jako junior w CS Meaux (2006–2013), US Torcy (2013–2014) oraz Stade Brestois 29 (2014–2015).

## Kariera seniorska

### Stade Brestois 29 II
Sissoko zadebiutował w rezerwach Stade Brestois 29 24 stycznia 2015 w meczu z Dinan Léhon FC (2:2). Pierwszą bramkę zdobył 19 września 2015 w wygranym 2:0 spotkaniu przeciwko GSI Pontivy. Łącznie dla rezerw tego klubu Sissoko rozegrał 33 mecze strzelając 3 gole.

### Stade Brestois 29
Sissoko zaliczył debiut dla pierwszego zespołu Stade Brestois 29 5 grudnia 2015 w przegranym 2:0 spotkaniu Pucharu Francji przeciwko Stade Briochin. Pierwszego gola strzelił 8 grudnia 2017 w meczu z FC Bourg-Péronnas (wyg. 3:0), notując wtedy też asystę. Ostatecznie w barwach tego zespołu Sissoko wystąpił 32 razy zdobywając jedną bramkę.

### RC Strasbourg
Sissoko przeszedł do RC Strasbourg 1 lipca 2018. Zadebiutował dla nich 12 sierpnia 2018 w meczu z Girondins Bordeaux (wyg. 0:2), zdobywając wtedy też swoją pierwszą bramkę. W sezonie 2018/2019 zdobył z nimi Puchar Ligi Francuskiej. Łącznie dla RC Strasbourg Sissoko rozegrał 198 meczów strzelając 5 goli.

### VfL Bochum
Sissoko podpisał kontrakt z VfL Bochum 24 czerwca 2024. Debiut dla nich zaliczył 18 sierpnia 2024 w przegranym 1:0 spotkaniu Pucharu Niemiec przeciwko SSV Jahn Regensburg.

## Kariera reprezentacyjna

### Francja U-18
Sissoko zadebiutował w reprezentacji Francji U-18 29 kwietnia 2015 w meczu z Belgią (3:3). Dla tej kadry wystąpił jeszcze w dwóch meczach towarzyskich.

### Francja U-19
Sissoko zaliczył debiut dla kadry Francji U-19 4 września 2015 w wygranym 6:1 spotkaniu przeciwko Stanom Zjednoczonym. Pierwszego gola strzelił 24 lutego 2016 w meczu z Włochami (1:1). Łącznie na tym poziomie reprezentacyjnym Sissoko wystąpił 7 razy zdobywając jedną bramkę.

### Francja U-20
Sissoko rozegrał pierwsze starcie w barwach Francji U-20 31 sierpnia 2016. Było to spotkanie z Japonią, przegrane 0:3 przez Francuzów. Łącznie dla tej kadry rozegrał on 4 mecze nie strzelając żadnego gola.

### Francja U-21
Sissoko zadebiutował w reprezentacji Francji U-21 15 listopada 2018 w meczu z Chorwacją (2:2). Ostatecznie na tym poziomie reprezentacyjnym wystąpił on 4 razy nie zdobywając żadnej bramki.

### Mali
Sissoko zadebiutował w reprezentacji Mali 17 października 2023 w wygranym 1:3 spotkaniu przeciwko Arabii Saudyjskiej.

## Statystyki

### Klubowe
(aktualne na dzień 12 grudnia 2024)
| Klub                 | Sezon              | Liga                   | Liga  | Liga   | Puchar kraju | Puchar kraju | Puchar ligi | Puchar ligi | Europa | Europa | Suma  | Suma   |
| Klub                 | Sezon              | Liga                   | Mecze | Bramki | Mecze        | Bramki       | Mecze       | Bramki      | Mecze  | Bramki | Mecze | Bramki |
| -------------------- | ------------------ | ---------------------- | ----- | ------ | ------------ | ------------ | ----------- | ----------- | ------ | ------ | ----- | ------ |
| Stade Brestois 29 II | 2014/15            | Championnat National 3 | 8     | 0      | 0            | 0            | –           | –           | –      | –      | 8     | 0      |
| Stade Brestois 29 II | 2015/16            | Championnat National 3 | 11    | 2      | 0            | 0            | –           | –           | –      | –      | 11    | 2      |
| Stade Brestois 29 II | 2016/17            | Championnat National 3 | 13    | 1      | 0            | 0            | –           | –           | –      | –      | 13    | 1      |
| Stade Brestois 29 II | 2017/18            | Championnat National 3 | 1     | 0      | 0            | 0            | –           | –           | –      | –      | 1     | 0      |
| Stade Brestois 29 II | Ogólnie            | Ogólnie                | 33    | 3      | 0            | 0            | 0           | 0           | 0      | 0      | 33    | 3      |
| Stade Brestois 29    | 2015/16            | Ligue 2                | 2     | 0      | 1            | 0            | 0           | 0           | –      | –      | 3     | 0      |
| Stade Brestois 29    | 2016/17            | Ligue 2                | 6     | 0      | 2            | 0            | 0           | 0           | –      | –      | 8     | 0      |
| Stade Brestois 29    | 2017/18            | Ligue 2                | 19    | 1      | 1            | 0            | 1           | 0           | –      | –      | 21    | 1      |
| Stade Brestois 29    | Ogólnie            | Ogólnie                | 27    | 1      | 4            | 0            | 1           | 0           | 0      | 0      | 32    | 1      |
| RC Strasbourg        | 2018/19            | Ligue 1                | 32    | 3      | 0            | 0            | 3           | 0           | –      | –      | 35    | 3      |
| RC Strasbourg        | 2019/20            | Ligue 1                | 23    | 0      | 3            | 0            | 2           | 0           | 4      | 0      | 32    | 0      |
| RC Strasbourg        | 2020/21            | Ligue 1                | 36    | 0      | 1            | 0            | –           | –           | –      | –      | 37    | 0      |
| RC Strasbourg        | 2021/22            | Ligue 1                | 35    | 2      | 1            | 0            | –           | –           | –      | –      | 36    | 2      |
| RC Strasbourg        | 2022/23            | Ligue 1                | 26    | 0      | 1            | 0            | –           | –           | –      | –      | 27    | 0      |
| RC Strasbourg        | 2023/24            | Ligue 1                | 27    | 0      | 4            | 0            | –           | –           | –      | –      | 31    | 0      |
| RC Strasbourg        | Ogólnie            | Ogólnie                | 179   | 5      | 10           | 0            | 5           | 0           | 4      | 0      | 198   | 5      |
| VfL Bochum           | 2024/25            | Bundesliga             | 13    | 0      | 1            | 0            | –           | –           | –      | –      | 14    | 0      |
| VfL Bochum           | Ogólnie            | Ogólnie                | 13    | 0      | 1            | 0            | 0           | 0           | 0      | 0      | 14    | 0      |
| Ogólnie w karierze   | Ogólnie w karierze | Ogólnie w karierze     | 252   | 9      | 15           | 0            | 6           | 0           | 4      | 0      | 277   | 9      |

### Reprezentacyjne
(aktualne na dzień 12 grudnia 2024)
| Reprezentacja      | Rok                | Mecze | Bramki |
| ------------------ | ------------------ | ----- | ------ |
| Francja U-18       | 2015               | 3     | 0      |
| Ogólnie            | Ogólnie            | 3     | 0      |
| Francja U-19       | 2015               | 5     | 0      |
| Francja U-19       | 2016               | 2     | 1      |
| Ogólnie            | Ogólnie            | 7     | 1      |
| Francja U-20       | 2016               | 3     | 0      |
| Francja U-20       | 2017               | 1     | 0      |
| Ogólnie            | Ogólnie            | 4     | 0      |
| Francja U-21       | 2018               | 2     | 0      |
| Francja U-21       | 2019               | 2     | 0      |
| Ogólnie            | Ogólnie            | 4     | 0      |
| Mali               | 2023               | 1     | 0      |
| Ogólnie            | Ogólnie            | 1     | 0      |
| Ogólnie w karierze | Ogólnie w karierze | 19    | 1      |

| Mecze i gole w reprezentacji | Mecze i gole w reprezentacji | Mecze i gole w reprezentacji | Mecze i gole w reprezentacji | Mecze i gole w reprezentacji | Mecze i gole w reprezentacji | Mecze i gole w reprezentacji | Mecze i gole w reprezentacji                  |
| Francja U-18                 | Francja U-18                 | Francja U-18                 | Francja U-18                 | Francja U-18                 | Francja U-18                 | Francja U-18                 | Francja U-18                                  |
| Lp.                          | Data                         | Miejsce                      | Gospodarz                    | Gość                         | Wynik                        | Gol                          | Rozgrywki                                     |
| ---------------------------- | ---------------------------- | ---------------------------- | ---------------------------- | ---------------------------- | ---------------------------- | ---------------------------- | --------------------------------------------- |
| 1.                           | 29.04.2015                   | Suwon                        | Francja U-18                 | Belgia U-18                  | 3:3                          |                              | Mecz towarzyski                               |
| 2.                           | 01.05.2015                   | Suwon                        | Francja U-18                 | Urugwaj U-18                 | 1:2                          |                              | Mecz towarzyski                               |
| 3.                           | 03.05.2015                   | Suwon                        | Korea Południowa U-18        | Francja U-18                 | 0:1                          |                              | Mecz towarzyski                               |
| Francja U-19                 |                              |                              |                              |                              |                              |                              |                                               |
| Lp.                          | Data                         | Miejsce                      | Gospodarz                    | Gość                         | Wynik                        | Gol                          | Rozgrywki                                     |
| 1.                           | 04.09.2015                   | Senta                        | Francja U-19                 | Stany Zjednoczone U-19       | 6:1                          |                              | Mecz towarzyski                               |
| 2.                           | 05.09.2015                   | Vrbas                        | Serbia U-19                  | Francja U-19                 | 1:1                          |                              | Mecz towarzyski                               |
| 3.                           | 07.09.2015                   | Subotica                     | Francja U-19                 | Ukraina U-19                 | 0:1                          |                              | Mecz towarzyski                               |
| 4.                           | 15.11.2015                   | Pirmasens                    | Francja U-19                 | Szwecja U-19                 | 1:1                          |                              | Mecz towarzyski                               |
| 5.                           | 17.11.2015                   | Homburg                      | Niemcy U-19                  | Francja U-19                 | 3:2                          |                              | Mecz towarzyski                               |
| 6.                           | 24.02.2016                   | Blois                        | Francja U-19                 | Włochy U-19                  | 1:1                          | Gol                          | Mecz towarzyski                               |
| 7.                           | 26.03.2016                   | Jagodina                     | Francja U-19                 | Dania U-19                   | 4:0                          |                              | Mistrzostwa Europy U-19 2016 – runda elitarna |
| Francja U-20                 |                              |                              |                              |                              |                              |                              |                                               |
| Lp.                          | Data                         | Miejsce                      | Gospodarz                    | Gość                         | Wynik                        | Gol                          | Rozgrywki                                     |
| 1.                           | 31.08.2016                   |                              | Francja U-20                 | Japonia U-20                 | 0:3                          |                              | Mecz towarzyski                               |
| 2.                           | 11.11.2016                   | Saint-Nazaire                | Francja U-20                 | Holandia U-20                | 0:0                          |                              | Mecz towarzyski                               |
| 3.                           | 14.11.2016                   | La Roche-sur-Yon             | Francja U-20                 | Holandia U-20                | 1:1                          |                              | Mecz towarzyski                               |
| 4.                           | 28.05.2017                   | Daejeon                      | Nowa Zelandia U-20           | Francja U-20                 | 0:2                          |                              | Mistrzostwa świata U-17 2017                  |
| Francja U-21                 |                              |                              |                              |                              |                              |                              |                                               |
| Lp.                          | Data                         | Miejsce                      | Gospodarz                    | Gość                         | Wynik                        | Gol                          | Rozgrywki                                     |
| 1.                           | 15.11.2018                   | Beauvais                     | Francja U-21                 | Chorwacja U-21               | 2:2                          |                              | Mecz towarzyski                               |
| 2.                           | 19.11.2018                   | Caen                         | Francja U-21                 | Hiszpania U-21               | 1:1                          |                              | Mecz towarzyski                               |
| 3.                           | 03.06.2019                   | Le Mans                      | Francja U-21                 | Belgia U-21                  | 3:0                          |                              | Mecz towarzyski                               |
| 4.                           | 11.06.2019                   | Hartberg                     | Austria U-21                 | Francja U-21                 | 3:1                          |                              | Mecz towarzyski                               |
| Mali                         |                              |                              |                              |                              |                              |                              |                                               |
| Lp.                          | Data                         | Miejsce                      | Gospodarz                    | Gość                         | Wynik                        | Gol                          | Rozgrywki                                     |
| 1.                           | 17.10.2023                   | Portimão                     | Arabia Saudyjska             | Mali                         | 1:3                          |                              | Mecz towarzyski                               |

## Sukcesy

### RC Strasbourg
- Puchar Ligi Francuskiej (1×): 2018/2019